# Phraatès III
Pour les articles homonymes, voir Phraatès.
Phraatès III de Parthie est un roi arsacide des Parthes de 69 à 57 av. J.-C.

## Biographie
Fils et successeur de Sanatrocès Ier, le nouveau roi doit faire face à l'intervention romaine en Asie dans le cadre des guerres entreprises contre Mithridate VI du Pont. Phraatès III confirme avec Lucullus et dans un premier temps avec Pompée les accords conclus antérieurement avec Sylla, qui fixaient la frontière de la zone d'influence parthe sur l'Euphrate.
L'attitude équivoque de Pompée à son égard le pousse ensuite à intervenir en Arménie en faveur de son gendre Tigrane le Jeune, fils du roi Tigrane II.
Phraatès III associe au pouvoir ses deux fils. Mithridate III, l'aîné, qui semble avoir été le favori de son père, est investi de la vice-royauté et domine la Médie depuis Ecbatane, avec le privilège de frapper des monnaies, pendant que le cadet, Orodès II, gouverne l'Iran oriental depuis Nisa.
Pressé de contrôler seul le pouvoir, Mithridate III attire son père dans un piège en 57 av. J.-C. et le poignarde lui-même.

## Descendance
D'une ou plusieurs épouses inconnues, Phraatès III a eu plusieurs enfants dont :
- Mithridate III de Parthie ;
- Orodès II ;
- une fille au nom inconnu, épouse de Tigrane le Jeune, roi de Sophène, fils de Tigrane II d'Arménie.